# 김종문 (야구 선수)
김종문(金種文, 1990년 4월 3일 ~ )은 전 KBO 리그 KIA 타이거즈의 내야수이다.

## 히어로즈&넥센 히어로즈시절
경기고등학교를 졸업해 2009년 프로구단 히어로즈 입단으로 데뷔하였다.

## KIA 타이거즈시절
2012년 시즌 KIA 타이거즈에서 내야수로 입단했다. 하지만 1군에 모습을 보이지 못한채 방출당했다.

## 출신학교
- 순천북초등학교
- 진흥중학교
- 경기고등학교